# ポール・ケリー (政治学者)
ポール・ケリー（Paul Kelly, 1962年 - ）は、ロンドン・スクール・オブ・エコノミクスの政治哲学の教授で、政治学部の学部長である。

## 研究
ケリーの初期の業績であり、政治理論の歴史家としての主要な貢献は、ロンドン大学のベンサム・プロジェクトにおいて研究を通じた修正主義的ベンサム研究者としてのそれであった。ケリーは、ベンサムが粗野な行為功利主義者だとする一般的に知られている主張を拒否した。そのかわり、彼は、ベンサムが、R・H・ハレやジョン・グレイのような現代の間接的功利主義理論家の主張に似た複合的な二段階の功利主義理論を展開したと論じた。これが自由主義政治哲学においてベンサムを中心的な人物にしたという彼の更なる主張は、最も基本的な解釈と矛盾しており、依然として広く論争的な解釈である。
資料批判と哲学的再構築に基づいた初期の研究を経て、ケリーは、政治思想研究における方法論と歴史の重要性に関する論争に関与していった。デイヴィッド・バウチャーとの編書『政治思想家たち』での研究は、クェンティンスキナーをはじめとした研究者によって擁護された言語学的文脈主義とは対照的である、過去の政治思想家への非文脈主義的アプローチを擁護した。
政治理論を歴史に還元することについての彼の懐疑は、規範的政治理論におけるアイデンティティーをめぐる主張についての類似の懐疑にもつながっている。多文化主義理論や共同体主義への彼の批判は、ジョン・ロールズと同じく、ブライアン・バリー（1936-2009）や H・L・A・ハート（1907-1992）のようなイギリスの政治理論家たちの業績に依拠した自由主義的な平等主義の擁護につながっている。自由主義的平等主義に関するケリーの業績は、政治理論としての主張に集中してきた。彼の最近の研究は、バーナード・ウィリアムズのような「実在論的」政治理論家たちの議論に対する自由主義的道徳論の擁護についてである。

## 著作
- Utilitarianism and distributive justice: Jeremy Bentham and the civil law, Clarendon Press, 1990.
- Liberalism, Polity, 2005.
- Locke's Second treatise of government, Continuum, 2007.

### 編著
- The social contract from Hobbes to Rawls, edited by David Boucher and Paul Kelly, Routledge, 1994.
  - 『社会契約論の系譜: ホッブズからロールズまで』、飯島昇藏、佐藤正志訳者代表、ナカニシヤ出版、1997年
- Impartiality, neutrality and justice: re-reading Brian Barry's Justice as impartiality, edited by Paul Kelly, Edinburgh University Press, 1998.
- Social justice: from Hume to Walzer, edited by David Boucher and Paul Kelly, Routledge, 1998.
  - 『社会正義論の系譜: ヒュームからウォルツァーまで』、飯島昇藏、佐藤正志訳者代表、ナカニシヤ出版、2002年
- Multiculturalism reconsidered: Culture and equality and its critics, edited by Paul Kelly, Polity, 2002.
- Political thinkers: from Socrates to the present, edited by David Boucher and Paul Kelly, Oxford University Press, 2003, 2nd ed., 2009.
- John Stuart Mill-thought and influence: the saint of rationalism, edited by Georgios Varouxakis and Paul Kelly, Routledge, 2010.